# Rwanda Nziza
Rwanda Nziza ("Lindo Ruanda") é o atual hino nacional de Ruanda, república africana. Passou a ser usado a partir de 1 de janeiro de 2002, substituindo o hino anterior, Rwanda Rwaco.

## Letra
| Letra em kinyarwanda | Letra em português |
| --- | --- |
| Rwanda nziza Gihugu cyacu Wuje imisozi, ibiyaga n'ibirunga Ngobyi iduhetse gahorane ishya. Reka tukurate tukuvuge ibigwi Wowe utubumbiye hamwe twese Abanyarwanda uko watubyaye Berwa, sugira, singizwa iteka. Horana Imana, murage mwiza Ibyo tugukesha ntibishyikirwa; Umuco dusangiye uraturanga Ururimi rwacu rukaduhuza Ubwenge, umutima,amaboko yacu Nibigukungahaze bikwiye Nuko utere imbere ubutitsa. Abakurambere b'intwari Bitanze batizigama Baraguhanga uvamo ubukombe Utsinda ubukoroni na mpatisbihugu Byayogoje Afurika yose None uraganje mu bwigenge Tubukomeyeho uko turi twese. Komeza imihigo Rwanda dukunda Duhagurukiye kukwitangira Ngo amahoro asabe mu bagutuye Wishyire wizane muri byose Urangwe n'ishyaka, utere imbere Uhamye umubano n'amahanga yose Maze ijabo ryawe riguhe ijambo. | Ruanda, nossa linda e querida pátria Adornada de colinas, lagos e vulcões Pátria-mãe, sempre estará cheia de felicidade Nós todos, suas crianças: Abanyarwanda Deixe-nos cantar seu esplendor e proclamar suas grandes ações Tu, peito materno de todos nós Será lembrada para sempre, próspera e coberta de louvor. Herança inestimável que deus protege Nos enche de bens inestimáveis Nossa unidade cultural nos identifica Nossa unidade linguística nos junge Que nossa inteligência, consciência e força Encha-te de riquezas variadas Por um desenvolvimento continuamente renovado. Nossos heroicos ancestrais Deram o próprio corpo e a própria alma Tornando-a, assim, uma grande nação Tu superaste a repressão colonial-imperialista Que devastou toda a África E tem seu regozijo de uma independência soberana Adquirida que defenderemos constantemente Mantenha este cabo, amada Ruanda Aguardando, nós confiamos a ti que esta paza se irradia a todo o país Que você está livre de todos obstáculos Que sua determinação atrai progresso Tu tens excelentes relações com os outros países E que finalmente seu orgulho levanta sua autoestima |